# Pauline Baynes
Pauline Diana Baynes (ur. 9 września 1922 w Hove w Anglii, zm. 2 sierpnia 2008 w Dockenfield w Anglii) – angielska ilustratorka książek. Zilustrowała ponad 100 książek, w szczególności dzieł C.S. Lewisa i J.R.R. Tolkiena.
Wczesne lata życia spędziła w Indiach, gdzie jej ojciec był komisarzem w Agrze. Razem ze starszą siostrą przybyła do Anglii dla edukacji. Uczęszczała do londyńskiej Slade School of Fine Art, ale po roku zgłosiła się na ochotnika do pracy w Ministerstwie Obrony, gdzie sporządzała modele demonstracyjne dla kursów instruktażowych. Niedługo potem została przeniesiona do departamentu kartograficznego (doświadczenie tam zdobyte przydało się przy rysowaniu map Narnii dla C.S. Lewisa i Śródziemia dla J.R.R. Tolkiena.
Baynes jest najlepiej znana z ilustracji z Opowieści z Narnii C.S. Lewisa. Była także ulubioną ilustratorką J.R.R. Tolkiena: jej ilustracje pojawiają się w Rudym Dżilu, Przygodach Toma Bombadila, Kowalu z Podlesia Większego, Drzewie i Liściu, a po śmierci Tolkiena przy wierszu Bilbo’s Last Song (jako plakat w 1974, w wydaniu książkowym w 1990).
Baynes namalowała także okładki dla brytyjskich wydań Władcy Pierścieni (1973 – jednotomowe, 1981 – trzytomowe) i stworzyła plakatowe wersje map z Władcy Pierścieni i Hobbita. Sama ze swoich prac najbardziej lubiła ilustracje do Dictionary of Chivalry Granta Udena – projekt, którego wykonanie zajęło dwa lata, a który został nagrodzony Medalem Imienia Kate Greenaway (brytyjska nagroda dla ilustratorów literatury dziecięcej).